# Emilio Botín
Emilio Botín-Sanz de Sautuola y García de los Ríos (Santander 1 de octubre de 1934 - Madrid, 10 de septiembre de 2014),marqués de O'Shea, fue un banquero español. Era bisnieto, nieto, sobrino, hijo, hermano y padre de banqueros. Su padre fue Emilio Botín-Sanz de Sautuola y su tío fue Marcelino Botín Ríos, quienes fueron presidentes del Banco de Santander. Su hermano Jaime fue presidente de Bankinter.

## Biografía
Sus padres fueron Emilio Botín-Sanz de Sautuola López y Ana María García de los Ríos Caller. Era bisnieto de Marcelino Sanz de Sautuola y nieto de María Justina Sanz de Sautuola, responsables junto a Modesto Cubillas del descubrimiento de la cueva de Altamira. Estudió junto a su hermano Jaime en el colegio de la Inmaculada (Gijón), de la Compañía de Jesús. Cursó estudios de Derecho en la Universidad de Valladolid y se licenció en Derecho y Economía por la Universidad de Deusto.
Estaba casado con Paloma O'Shea, nombrada marquesa de O'Shea en 2008 por el rey Juan Carlos I. Tuvo seis hijos: Ana, Carmen, Emilio, Carolina, Paloma y Francisco Javier. Era cuñado de la periodista Covadonga O'Shea y del político Iñaki O'Shea. Residía en Somosaguas (Madrid) y, ocasionalmente, en su Santander natal.
Falleció a los 79 años como consecuencia de un ataque al corazón en su despacho situado en la ciudad financiera del Santander (Boadilla del Monte).

## Trayectoria profesional
Ingresó en el Banco de Santander en 1958, desempeñando diversos cargos. Seis años más tarde fue nombrado director general y en 1986 presidente, sucediendo a su padre. A partir de entonces, sus decisiones convirtieron al banco en líder del sector bancario español.
Además, el Banco de Santander emprendió una política de expansión, dentro y fuera de España, no consensuada con los directivos de otras entidades. Estableció alianzas con la portuguesa Banca Champalimaud, la francesa Société Générale, la británica The Royal Bank of Scotland (aunque como consecuencia de la compra de Abbey National acabó vendiendo su participación en 2005 obligado por la autoridad de competencia británica), el alemán Commerzbank, el italiano San Paolo y el marroquí BCM. Invirtió ampliamente en el continente americano, comprando bancos en Argentina, Chile, Colombia, Brasil, Perú, Venezuela y México. También llegó a ser el principal accionista del estadounidense First Fidelity, pero vendió su participación tras la fusión con el First Union.

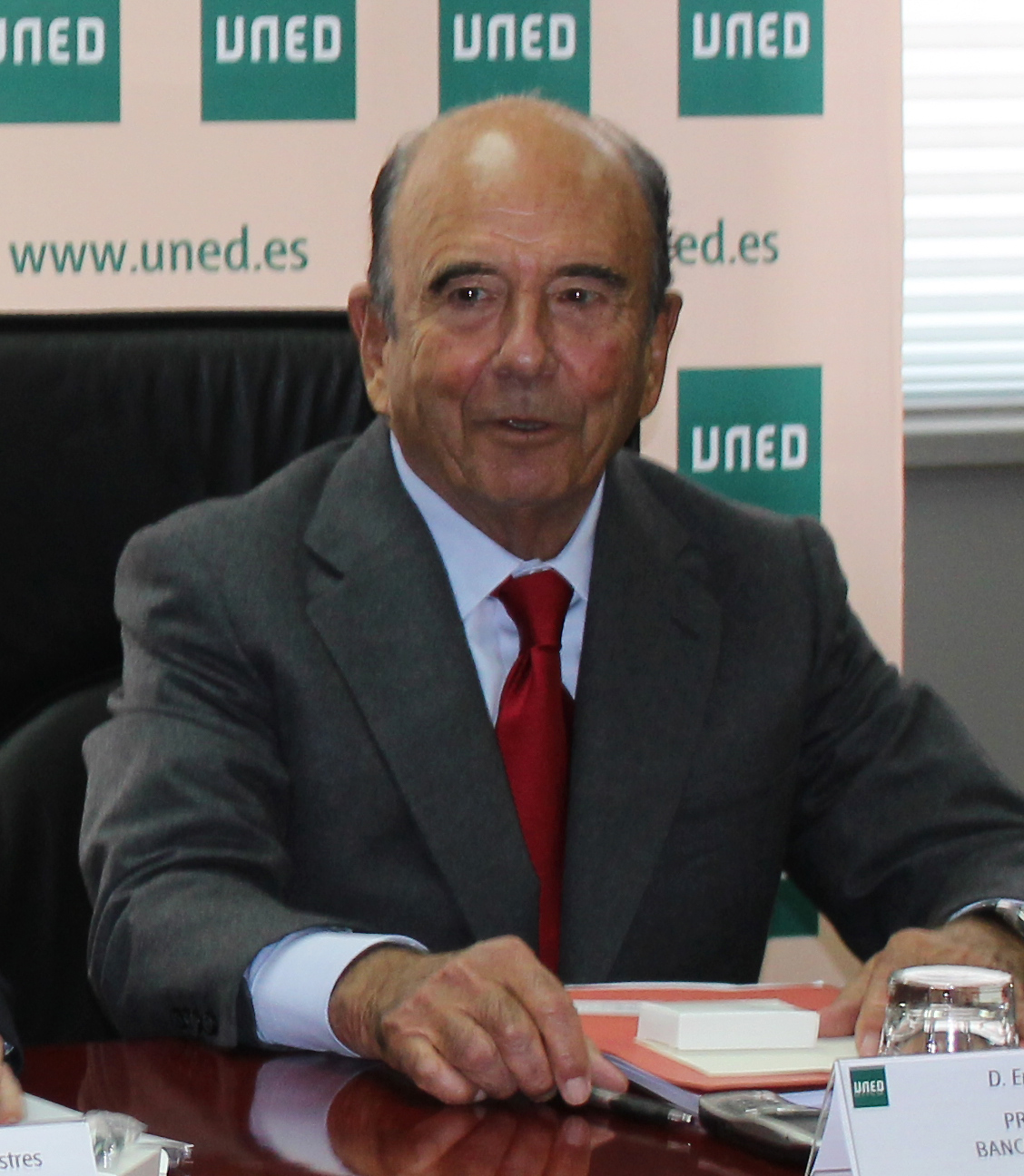
Emilio Botín en julio de 2010

En 1994 el Banco de Santander adquirió el Banesto (que entonces era el cuarto banco español) en subasta pública. Unas confusas operaciones de cesión de créditos sin practicar las debidas retenciones de impuestos llevaron a la Fiscalía Anticorrupción a investigar al banco y a imputar un delito fiscal a Botín.
A partir de 1998 se iniciaron los contactos entre el Banco de Santander y el Banco Central Hispano para fusionarse, culminando un año más tarde con la creación de uno de los bancos más importantes de España y Europa: el Banco Santander Central Hispano, que posteriormente adoptó el nombre de Banco Santander. El 11 de julio de 2008 el Banco Santander fue elegido como el mejor banco del mundo por la revista especializada Euromoney, debido a su gestión y a su posición de liderazgo en Latinoamérica. Emilio Botín agradeció dicho premio a través de una videoconferencia. El 30 de enero de 2009 se completó la compra del estadounidense Sovereign Bank por 2,53 dólares por acción.
El 26 de noviembre de 2010 hizo público un comunicado por el que anunciaba la compra de 1,98 millones de acciones del Banco Santander a un precio de 7,56 euros, lanzando así un gesto de confianza en la entidad, cuyo valor había retrocedido un 25 % desde el 23 de julio, cuando se hicieron públicas las pruebas de resistencia de la banca europea. Tras esta compra, Emilio Botín posee una participación en la entidad del 0,951 %, con un total de 78 738 millones de acciones.
Durante su gestión como presidente, Banco Santander ha sido nombrado en 2012 «Mejor banco del mundo». Es la tercera vez que el banco recibe este reconocimiento en los últimos siete años. La entidad, también ha sido nombrada durante este mismo año y bajo su gestión «Banco del año» en Reino Unido, México, Polonia, Portugal, Argentina y Puerto Rico por la revista especializada The Banker. En enero de 2013 fue protagonista del primer número de año de la prestigiosa revista económica The Banker, donde explica el exitoso modelo de diversificación de Banco Santander. Este número de enero de The Banker fue distribuido en la Cumbre económica de Davos.

## Causas judiciales
En febrero de 2008, el Tribunal Supremo archivó el procedimiento abierto contra el propio Emilio Botín y otros altos directivos del Banco Santander: su sobrino y miembro de la Comisión Ejecutiva Rafael Alonso Botín, el vicepresidente de la entidad Matías Rodríguez Inciarte, el exconsejero delegado Rodrigo Echenique Gordillo (relacionado con el Caso KIO), el secretario general y consejero delegado Ignacio Benjumea Cabeza de Vaca, el exsecretario del Consejo de Administración de Banesto Juan Carlos Rodríguez Cantarero, Dimas Blanco Valdivieso, José Luis Díez Fernández, Juan Secades y José María Espí.
Por otra parte, también se archivó una causa iniciada por la Fiscalía Anticorrupción por las indemnizaciones multimillonarias a Ángel Corcóstegui y José María Amusátegui tras la fusión con el Central Hispano.
En junio de 2011 fue investigado nuevamente en un procedimiento judicial en el que se vio implicado tanto él como su hermano y sus hijos. El motivo de dicha investigación fue la supuesta evasión fiscal y posible falsedad documental relacionados con cuentas opacas en la banca suiza cuyo obligado tributario inicialmente era su padre, fallecido en 1993. El nombre de su padre apareció en la lista Lagarde, filtrada por Hervé Falciani a las autoridades francesas, junto al nombre de otros supuestos evasores fiscales con cuentas en Suiza.
En 2012, la Audiencia Nacional archivó la causa debido a una regularización practicada en sus cuentas por parte de la familia Botín, quienes pagaron a la Hacienda española 200 millones de euros.